# Arthur Falck
Arthur Falck, född 25 oktober 1924 i Svappavaara, död 11 december 2012 i Grängesberg, var en svensk maskiningenjör och överingenjör. Efter civilingenjörsexamen vid Kungliga Tekniska Högskolan (KTH) i Stockholm 1952 var han verksam vid LKAB, ASEA och Vattenfall under åren 1952 till 1959 och därefter vid Grängesbergsbolaget (senare SSAB) fram till år 1989.
Arthur Falcks väg i Grängesberg har uppkallats efter honom.